# I Sometimes Wish I Was Dead
I Sometimes Wish I Was Dead este o piesă a formației britanice Depeche Mode. Piesa a apărut pe albumul Speak and Spell, în 1981.